# Buforania crassa
Buforania crassa är en insektsart som beskrevs av Sjöstedt 1920. Buforania crassa ingår i släktet Buforania och familjen gräshoppor. Inga underarter finns listade i Catalogue of Life.

## Bildgalleri

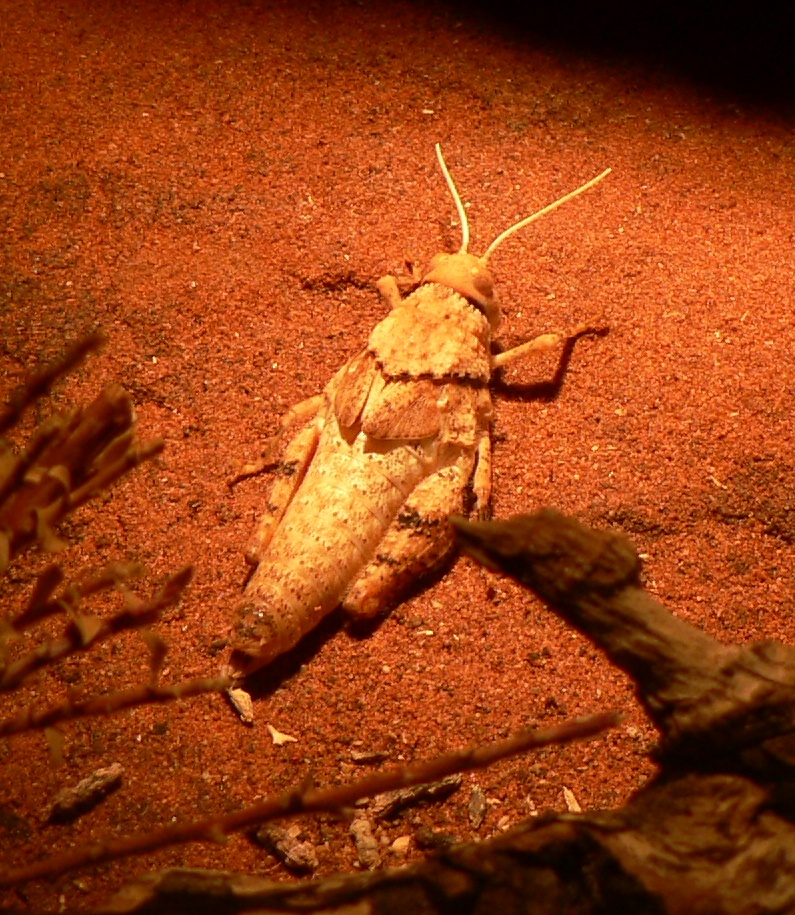